# 51 Dywizja Piechoty (Imperium Rosyjskie)
51 Dywizja Piechoty (ros. 51-я пехотная дивизия) – związek taktyczny Armii Imperium Rosyjskiego.
W 1914 wchodziła w skład 2 Kaukaskiego Korpusu Armijnego. Sztab dywizji stacjonował w Kutaisi.

## Struktura organizacyjna
Organizacja w 1914
- Dowództwo dywizji (Kutaisi)
- 1 Brygada Piechoty (Kutaisi)
  - 201 pułk piechoty
  - 202 pułk piechoty
- 2 Brygada Piechoty (Batumi)
  - 203 pułk piechoty
  - 204 pułk piechoty
- 51 Brygada Artylerii